# Megachile bigibbosa
Megachile bigibbosa är en biart som beskrevs av Heinrich Friese 1908. Megachile bigibbosa ingår i släktet tapetserarbin, och familjen buksamlarbin. Inga underarter finns listade i Catalogue of Life.